# Quórum (Guatemala)
Quorum es un periódico digital de Guatemala que se fundó en el año 2020. Su objetivo principal es producir periodismo breve y fácil de entender. La primera publicación se realizó el 27 de junio de 2021 y el equipo afirma que:
hacemos periodismo independiente, riguroso y accesible para todas y todos. Buscamos la verdad con integridad y respeto por la dignidad de todas las personas, sin excepciones.

## Historia
Quorum fue fundado por los periodistas Pía Flores, Javier Estrada y Gabriel Woltke. Utilizaron capital propio y el primer año acordaron convenios con fundaciones que apoyan el periodismo independiente. Desde su creación se enfocaron en tres temas: descentralización de la información, abordar temas complejos de manera clara como la ciencia política y la política; y desarrollar un modelo sostenible e independiente en la industria de los medios de comunicación.
Otros periodistas que participan o participaron en el proyecto son Fernando Barillas, Kimberly López, Ben Kei Chin, Julie López. Una de las investigaciones más destacadas desde su fundación fue “El Futuro Se Va”, publicada en el año 2021. Esta se enfoca en el impacto de la migración y en la niñez de Malacatán, y tiene la característica de haberse publicado en tres idiomas: mam, español e inglés.

## Producción editorial
- Malacatán: El futuro se va tras los pasos de papá (2021), autora Kimberly López[7]